# 동대구역
동대구역(Dongdaegu station, 東大邱驛)은 대한민국 대구광역시 동구 신암4동에 있는 경부선(대경선)과 경부고속선, 대구선의 철도역이자 동구 신천4동에 있는 대구 도시철도 1호선의 역이다. 대구신세계와 동대구복합환승센터가 연결되어 있다.
이 역은 대구광역시 교통 중심지 기능을 담당하고 있으며, 전국 철도역 중 여객열차 총 정차 횟수가 많은 역이다. 경부고속선, 경전선, 동해선 KTX, ITX-새마을, ITX-마음, 무궁화호, SRT, 대경선 광역전철이 정차하고, 일부 열차는 이 역을 기•종점으로 운행하고 있다.
이 역은 경부선의 중간역이지만 예전에는 이 역에서 대구선이 분기되었고, 2005년 11월 3일에 대구선이 이설됨에 따라 현재는 가천역이 대구선 분기역이다. 동시에 화물역 기능도 가천역으로 이관시켜서, 동대구역에서는 화물을 취급하지 않는다. 현재는 부산방면 경부고속선이 이 역에서 분기되고 있다.
구내에 대구기관차승무사업소와 대구차량사업소가 있으며, 동대구착발 대경선 전동열차도 대구차량사업소에서 5편성이 주박한다. 따라서 회송(출고) 성격으로 동대구발 경산종착 대경선 전동열차가 아침 2회, 오후 2회 편성된다.
대구역과 더불어 1호선과 대경선은 직결 환승 통로가 없고, 1회권 양식도 서로 제각각 다르다. 따라서 도시철도 부전역 - 동해선 부전역과 동일한 개념처럼, 양 역사에서 나온 후 교통카드로 환승해야 한다. 대경선의 교통카드 충전기는 레일플러스, 티머니, 원패스만 충전할 수 있으며 원패스의 충전은 2025년 2월부터 추가했다. 그 외에 원패스를 충전하려면 도시철도 동대구역 외에는 한국철도공사 동대구역 외부 혹은 동대구복합환승센터 연결 통로의 iM뱅크 ATM이나 동대구복합환승센터 주변의 가판대에서 해야 한다.

## 연혁
- 1966년 7월 16일 : 역사 신축 착공
- 1969년 6월 10일 : 역사 준공. 보통역으로 영업 개시[1]
- 1971년 3월 1일 : 화물 취급 및 구내업무 개시
- 1971년 12월 29일 : 선상역사 준공
- 1977년 6월 15일 : 대구역 소화물업무병합
- 1977년 7월 19일 : 동대구역 출발 특급열차 운행 개시
- 1977년 7월 21일 : 귀빈실 증축
- 1978년 12월 25일 : 역광장육교 가설
- 1979년 12월 31일 : 본선 3~4호선 승강장 이설
- 1998년 5월 2일 : 대구 도시철도 1호선 개통
- 1993년 5월 1일 : 유료휴게실 운영 개시[2]
- 1995년 7월 1일 : 유료휴게실 폐지[3]
- 2000년 1월 1일 : 동대구지역관리역으로 직제 변경
- 2003년 2월 19일 : 대구 지하철 화재 참사로 8개월 동안 임시 종착역 기능 대행. 동구청역에 설치된 건넘선을 이용하여 단선 운행을 시행함. 즉 도시철도 동대구역에서 동구청역 방향만 사용하였으며, 이 때 종착 승강장은 안심 방면 승강장. 셔틀버스들은 옛 중앙고속 터미널 옆길로 P턴하여 승객들을 도시철도 동대구역에 하차시켰다.
- 2003년 10월 21일 : 대구 지하철 화재 참사 8개월 만에 전 구간 운행 재개와 함께 다시 중간역 변경
- 2004년 4월 1일 : KTX 개통(1일 88회 운행)
- 2004년 4월 28일 : 신관 증축 완공
- 2006년 5월 1일 : 소화물 취급 중지
- 2006년 7월 1일 : 지역관리역제 폐지로 보통역으로 조정, 대구지사관할역
- 2007년 6월 1일 : 시각표 개정으로 김천, 구미 경유 KTX 운행시작
- 2008년 1월 1일 : 동대구-포항 통근열차 운행 중단. 김천, 구미 경유 KTX 증편
- 2008년 11월 1일 : 화물 취급 중지[4]
- 2009년 5월 10일 : KTX 2단계 역사 증축공사 착공
- 2009년 5월 29일 : 대구 도시철도 1호선역 스크린도어 설치
- 2009년 9월 14일 : 본부체제 개편 및 관리역 체제 운영(3개역)
- 2010년 11월 1일 : 2단계 역사 증축 공사 진행 중(공정율 50%)
- 2012년 7월 17일 : 역사 증축공사 임시사용 승인
- 2016년 12월 9일 : SRT 운행 개시
- 2016년 12월 12일 : 동대구복합환승센터 개장
- 2022년 10월: 부역명 신세계백화점 삭제
- 2022년 11월 5일 : 누리로 운행 재개
- 2023년 9월 1일 : ITX-마음 운행 개시
- 2024년 12월 14일 : 대경선 구미 ~ 경산 구간 개통
- 2025년 2월: 대경선 교통카드 충전기에서 원패스 충전 지원 개시

## 역 구조
4번 홈은 결번이다. 동대구복합환승센터 건설을 앞두고 2009년 5월 15일부터 역 증축 공사를 시행하여, 7면 14선으로 확장되었다.

### 배선도
동대구역의 배선도는 다음과 같다.

### 한국철도공사승강장
| ↑하양(대구선)/↑경산(경부선),대경선 광역전철/↑경주(경부고속선)/↑포항(동해선) |
| \| ２３ \| ５６ \| ７８ \| ９ 10 \| 11 12 \| 13 14 \|                       |
| 대구(경부선), 대경선 광역전철↓/김천(구미)(경부고속선)/서대구(경부선)↓       |

| 번호  | 노선                                  | 열차                                                    | 행선지                                                  |
| ----- | ------------------------------------- | ------------------------------------------------------- | ------------------------------------------------------- |
| 1     | 대구선 · 중앙선 · 영동선              | 무궁화호 ITX-마음 누리로                                | 동해 · 영주·안동 · 의성.강릉방면                        |
| 2~3   | 대구선 · 동해선                       | 무궁화호 • ITX-마음 • 누리로                            | 영천 · 포항 · 경주 · 태화강 · 부전 방면                 |
| 5~6   | 경부고속선 · 경부선 · 경전선          | KTX · SRT · ITX-새마을 · ITX-마음 · 무궁화호 · ● 대경선 | 부산 · 신해운대 · 밀양 · 진영 · 마산 · 진주 · 경산 방면 |
| 7~8   | 경부고속선 · 경부선 · 경전선 · 동해선 | KTX · SRT                                               | 경주 · 울산 · 부산 · 마산 · 진주 · 포항방면             |
| 9~10  | 경부고속선                            | KTX                                                     | 동대구역발 서울 · 대전 방면                             |
| 11~12 | 경부고속선                            | KTX · SRT                                               | 대전 · 수원 · 서울 · 행신 · 수서 방면                   |
| 13~14 | 경부선 · 경북선 · 충북선              | ITX-새마을 · 무궁화호 · ● 대경선                        | 김천 · 대전 · 서울 · 충주 · 영주 · 동해 · 구미 방면     |

### 대구교통공사승강장
| 신천 ↑   |
| \| 상    |
| ↓ 동구청 |

| 상행 | ● 대구 도시철도 1호선 | 반월당 · 중앙로 · 설화명곡 방면 |
| 하행 | ● 대구 도시철도 1호선 | 신기 · 반야월 · 하양 방면       |

## KTX-산천복합열차
이 역에서는 부산역/마산역, 진주역에서 출발하는 000, 100, 200번대 경부고속선/경부선(구포역 경유)/경전선 KTX-산천과 포항역에서 출발하는 230번대 동해선 KTX-산천이 하나로 연결되거나 분리된다. 상행 열차의 경우에는 동해선 KTX-산천 열차가 먼저 도착해 승객들을 승하차 시키는 중 자동병결장치를 돌출하고 대기한다. 뒤에 오는 경부선(구포역 경유)/경전선 KTX-산천열차가 동대구역 구내에 진입하면 동해선 KTX-산천 열차는 잠시 출입문을 닫는다. 경부선(구포역 경유)/경전선 KTX-산천열차는 앞차와 2미터 정도 떨어진 상태로 도착후 전공일채 자동연결기 가림막을 열고 직원이 기기점검을 마친 후 무전지시를 한다. 경부선(구포역 경유)/경전선 KTX-산천열차는 시속 2Km/h이내로 진입하면서 동해선 KTX-산천 열차와 하나로 합병된다. 두 열차는 집전장치를 내리고 15초후에 두 열차의 뒷 쪽 집전장치가 올리면 두 열차의 출입문이 개방되면서 승객들을 승하차 시킨 후 정시가 되면 다음 정차역으로 출발한다.
반대로 하행 열차의 경우에는 동해선 KTX-산천 열차가 앞에 있고 경부고속선/경전선 KTX-산천 열차는 뒤에 연결되어 동대구역까지 운행된다. 도착 후 출입문이 열리면 승객들을 승하차 시키는 도중에 두 열차는 집전장치를 내리고 유압으로 분리작업이 잘 되는지 직원이 지켜본 후 무전으로 앞차에 분리양호를 알린다. 이후 선행 동해선 KTX-산천 열차가 집전장치를 올린 뒤 정시가 되면 문을 닫고 자동연결장치로 분리되어 출발한다. 뒤에 있는 경부고속선/경전선 KTX-산천 열차는 자동병결장치 가림막을 닫고 집전장치를 올린 뒤 문을 닫고 출발한다. KTX-산천은 1~8호차까지 있는데, 복합열차의 경우에는 1~18호차까지 있게 된다. 또한 교류 25,000볼트 고전압이 직접 사람에게 닿을 수 있는 감전 사고의 위험성까지 우려되는 만큼, 두 편성 간에 직접적으로 전력 공급을 하지 않고 4개의 팬터그래프 중 상행은 52로, 하행은 51로 끝나는 차량 2개의 팬터그래프가 올라간 채로 운행한다.

## SRT복합열차
이 역에서는 부산역에서 출발하는 300번대 경부고속선 SRT과 진주역/포항역에서 출발하는 380, 390번대 경전선/동해선 SRT이 하나로 연결되거나 분리된다. 상행 열차의 경우에는 경부고속선 SRT열차가 먼저 도착해 승객들을 승하차 시키는 중 자동병결장치를 돌출하고 대기한다. 뒤에 오는 경전선/동해선 SRT열차가 동대구역 구내에 진입하면 경부고속선 SRT 열차는 잠시 출입문을 닫는다. 경전선/동해선 SRT열차는 앞차와 2미터 정도 떨어진 상태로 도착후 전공일채 자동연결기 가림막을 열고 직원이 기기점검을 마친 후 무전지시를 한다. 경전선/동해선 SRT열차는 시속 2Km/h이내로 진입하면서 경부고속선 SRT 열차와 하나로 합병된다. 두 열차는 집전장치를 내리고 15초후에 두 열차의 뒷 쪽 집전장치가 올리면 두 열차의 출입문이 개방되면서 승객들을 승하차 시킨 후 정시가 되면 다음 정차역으로 출발한다.
반대로 하행 열차의 경우에는 경부고속선 SRT 열차가 앞에 있고 경전선/동해선 SRT 열차는 뒤에 연결되어 동대구역까지 운행된다. 도착 후 출입문이 열리면 승객들을 승하차 시키는 도중에 두 열차는 집전장치를 내리고 유압으로 분리작업이 잘 되는지 직원이 지켜본 후 무전으로 앞차에 분리양호를 알린다. 이후 선행 경부고속선 SRT 열차가 집전장치를 올린 뒤 정시가 되면 문을 닫고 자동연결장치로 분리되어 출발한다. 뒤에 있는 경전선/동해선 SRT 열차는 자동병결장치 가림막을 닫고 집전장치를 올린 뒤 문을 닫고 출발한다. SRT은 1~8호차까지 있는데, 복합열차의 경우에는 1~18호차까지 있게 된다. 다만, 교류 25,000V의 특고압 전류가 직접 사람에게 닿을 감전 사고의 치명적인 위험성까지 우려되므로, 두 편성 간에 직접적으로 전력 공급을 하지 않고 4개의 팬터그래프 중 상행은 52로, 하행은 51로 끝나는 차량 2개의 팬터그래프가 올라간 채로 운행한다.

## 승차량 변동

### 일반철도
대구광역시에서 규모가 가장 큰 철도역으로, 전국에서도 서울역 다음으로 두번째로 이용객이 많다.
| 연도와 승하차방향 | 연도와 승하차방향 | 연도와 승하차방향 | 이용 인원 | 이용 인원 | 이용 인원 | 이용 인원 | 이용 인원 | 이용 인원 |
| 연도와 승하차방향 | 연도와 승하차방향 | 연도와 승하차방향 | 경부선    | 경부선    | 경부선    | 경부선    | 경부선    | 대구선    |
| 연도와 승하차방향 | 연도와 승하차방향 | 연도와 승하차방향 | KTX       | 새마을    | 무궁화    | 통일      | 총계      | 총계      |
| ----------------- | ----------------- | ----------------- | --------- | --------- | --------- | --------- | --------- | --------- |
| 2001년            | 하행              | 승차              | 미개통    | 577,269   | 1,282,677 | 31,099    | 1,891,045 | 849,177   |
| 2001년            | 하행              | 하차              | 미개통    | 1,374,255 | 1,742,485 | 62,540    | 3,179,280 | 출발      |
| 2001년            | 상행              | 승차              | 미개통    | 1,400,297 | 1,570,276 | 28,709    | 2,999,282 | 종착      |
| 2001년            | 상행              | 하차              | 미개통    | 579,498   | 1,142,460 | 29,815    | 1,751,773 | 887,875   |
| 2002년            | 하행              | 승차              | 미개통    | 557,497   | 1,212,496 | 30,859    | 1,800,852 | 754,330   |
| 2002년            | 하행              | 하차              | 미개통    | 1,324,858 | 1,566,192 | 59,936    | 2,950,986 | 출발      |
| 2002년            | 상행              | 승차              | 미개통    | 1,352,202 | 1,430,894 | 25,873    | 2,808,969 | 종착      |
| 2002년            | 상행              | 하차              | 미개통    | 539,247   | 1,100,698 | 27,146    | 1,667,091 | 708,700   |
| 2003년            | 하행              | 승차              | 미개통    | 463,849   | 1,064,131 | 28,261    | 1,556,241 | 633,013   |
| 2003년            | 하행              | 하차              | 미개통    | 1,213,510 | 1,358,739 | 67,251    | 2639500   | 출발      |
| 2003년            | 상행              | 승차              | 미개통    | 1,253,584 | 1,266,026 | 24,824    | 2,544,434 | 종착      |
| 2003년            | 상행              | 하차              | 미개통    | 460257    | 980,476   | 20,158    | 1,460,891 | 680,352   |
| 2004년            | 하행              | 승차              | 472,952   | 306,483   | 1,036,959 | 18,098    | 1,834,492 | 696,876   |
| 2004년            | 하행              | 하차              | 2,827,276 | 608,567   | 1,171,366 | 20,318    | 4,627,527 | 출발      |
| 2004년            | 상행              | 승차              | 2,827,224 | 615,014   | 1,114,241 | 7,012     | 4,563,491 | 종착      |
| 2004년            | 상행              | 하차              | 445,253   | 319,068   | 1,005,085 | 16,526    | 1,785,932 | 720,206   |
| 2005년            | 하행              | 승차              | 796,778   | 232,768   | 1,003,362 | 22,690    | 2,055,598 | 837,075   |
| 2005년            | 하행              | 하차              | 4,565,825 | 335,184   | 1,103,279 | 139       | 6,004,427 | 출발      |
| 2005년            | 상행              | 승차              | 4,555,662 | 318,631   | 1,051,984 | 80        | 5,926,357 | 종착      |
| 2005년            | 상행              | 하차              | 780,400   | 277,596   | 886,491   | 13,922    | 1,958,409 | 849,630   |

### 대구 도시철도
| 노선  | 승차 인원 | 승차 인원 | 승차 인원 | 승차 인원 | 승차 인원 | 승차 인원 | 승차 인원 | 승차 인원 | 승차 인원 | 승차 인원 | 주석   |
| 노선  | 1997년    | 1998년    | 1999년    | 2000년    | 2001년    | 2002년    | 2003년    | 2004년    | 2005년    | 2006년    | 주석   |
| ----- | --------- | --------- | --------- | --------- | --------- | --------- | --------- | --------- | --------- | --------- | ------ |
| 1호선 | 미개통    | 5,913     | 8,659     | 미공개    | 8,964     | 9,116     | 4,600     | 8,591     | 9,379     | 12,372    | [ 12 ] |
| 노선  | 2007년    | 2008년    | 2009년    | 2010년    | 2011년    | 2012년    | 2013년    | 2014년    | 2015년    | 2016년    |        |
| 1호선 | 11,840    | 11,684    | 11,368    | 11,672    | 12,532    | 12,747    | 13,190    | 13,236    | 13,020    | 13,895    | [ 12 ] |
| 노선  | 2017년    | 2018년    | 2019년    | 2020년    | 2021년    |           |           |           |           |           |        |
| 1호선 | 18,566    | 18,284    | 18,911    | 11,238    | 12,915    |           |           |           |           |           |        |

## 동대구역 광장

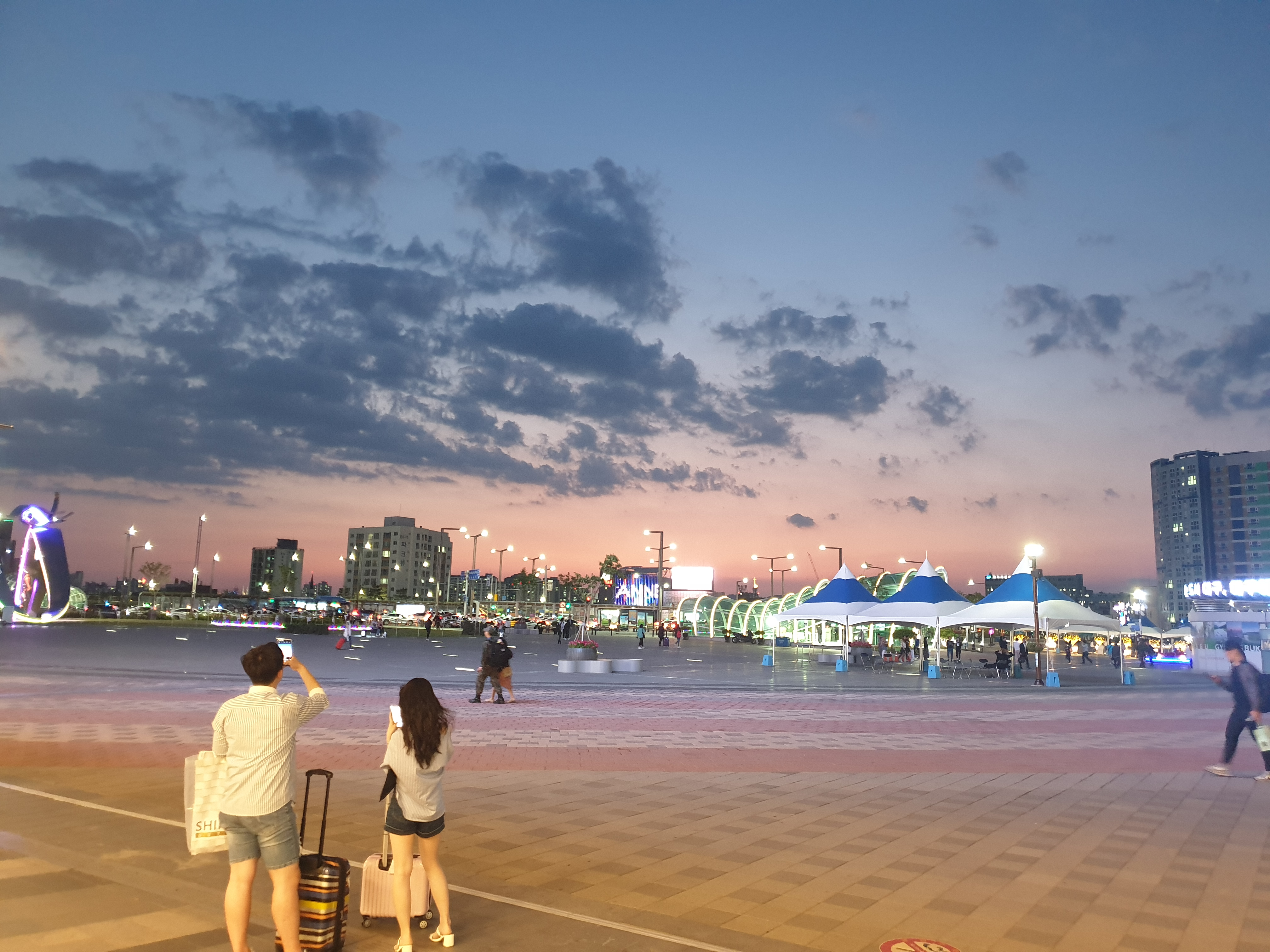
동대구역 광장

2017년 준공됐다. 기차와 지하철을 탈 수 있는 역 이외에 무빙워크와 에스컬레이터가 있는 맞이주차장 직결 지하 통로, 주차장, 버스 승강장 등이 있다. 사진 찍기 좋은 여러 가지 조형물, 여름철 시원한 물을 뿜는 바닥 분수, 잠시 머물다 가기 좋은 자그마한 공원 등이 있다.
2024년 12월에 박정희 광장이라는 이름으로 명칭이 변경됐으며, 도시철도 동대구역 3번 출구 방향의 동대구역 맞이주차장 직결 지하 통로 정면에 박정희 대통령의 동상이 세워졌다.

## 사건사고
- 2013년 5월 5일 저녁, 한 30대 남성이 많은 사람들 앞에서 자신의 생식기 일부를 칼로 자르는 사건이 발생하였다. 다행히 생명은 지장이 없는 것으로 확인되었다.[15]
- 2015년 7월 31일 오전 11시쯤 동대구복합환승센터 공사현장 바닥이 붕괴되어 11명이 부상을 입는 사고가 발생하였다.

## 역 주변 (한국철도공사)
| 나가는 곳 | 방면                                     |
| --------- | ---------------------------------------- |
| 1         | 택시타는곳                               |
| 2         | 대구신세계 동대구복합환승센터 택시타는곳 |
| 3         | 역광장                                   |
| 4         | 역광장                                   |
| 5         | 주차장                                   |

## 역 주변 (대구교통공사)
| 나가는 곳 | 방면 |
| --------- | --- |
| 1         | 파티마병원 이안센트럴D |
| 2         | 대구동부소방서 대구벤처센터 신천3동행정복지센터 대구신문 대구상공회의소 귀빈예식장 국제라이온스협회 동대구지구대 경북직업전문학교 대구무역회관 동대구역우방아이유쉘 동대구동화아이위시 동대구역더샵센터시티 |
| 3         | 신천4동우체국 대구메리어트호텔 신천4동행정복지센터 경북능금농협 |

## 인접한 역
| KTX                    | KTX                    | KTX                                      |
| ---------------------- | ---------------------- | ---------------------------------------- |
| 서대구 행신 방면       | KTX 경부고속선         | 경주 부산 방면                           |
| 대전 서울 방면         | KTX 경부선 수원 경유   | 경주 부산 방면                           |
| 서대구 행신 방면       | KTX 경부선 구포 경유   | 경산 부산 방면                           |
| 서대구 행신 방면       | KTX 경전선             | 경산 진주 방면                           |
| 김천(구미) 행신 방면   | KTX 동해선             | 포항 방면                                |
| SRT                    |                        |                                          |
| 서대구 수서 방면       | SRT 경부선             | 경주 부산 방면                           |
| 김천(구미) 수서 방면   | SRT 경전선             | 밀양 진주 방면                           |
| 김천(구미) 수서 방면   | SRT 동해선             | 포항 방면                                |
| ITX-새마을             |                        |                                          |
| 대구 서울 방면         | ITX-새마을 경부선      | 경산 부산 방면                           |
| 대구 서울 방면         | ITX-새마을 동해선      | 경산 신해운대 방면                       |
| 대구 서울 방면         | ITX-새마을 경전선      | 경산 진주 방면                           |
| ITX-마음               |                        |                                          |
| 대구 서울 방면         | ITX-마음 경부선        | 구포 부산 방면                           |
| 시·종착역              | ITX-마음 경부선        | 경산 부산 방면                           |
| 시·종착역              | ITX-마음 동해선        | 하양 포항 · 부전 · 태화강 방면           |
| 무궁화호               |                        |                                          |
| 대구 서울 방면         | 무궁화호 경부선 경전선 | 경산 부산 · 진주 방면                    |
| 대구 영주 방면         | 무궁화호 충북선        | 시·종착역                                |
| 시·종착역              | 누리로 동해선          | 하양 태화강 방면                         |
| 시·종착역              | 무궁화호 동해선 영동선 | 하양 포항 · 부전 · 태화강 방면 동해 방면 |
| 대구 도시철도 1호선    |                        |                                          |
| 134 신천 설화명곡 방면 | ● 대구 도시철도 1호선  | 136 동구청 하양 방면                     |
| 대경선 (경부선)        |                        |                                          |
| K115 대구 구미 방면    | ● 대경선               | K117 경산 방면                           |

## 사진

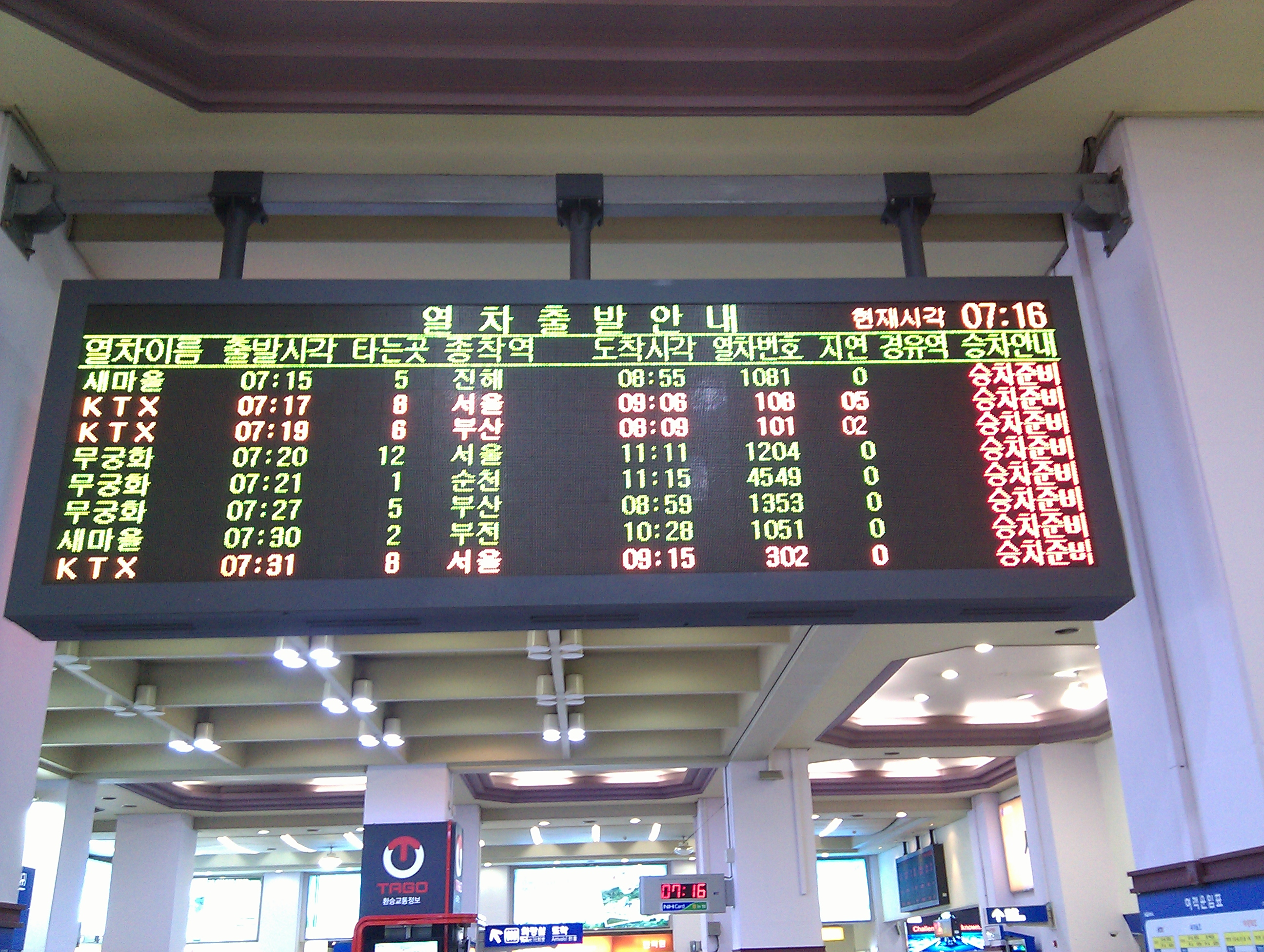
출발 안내 표시판
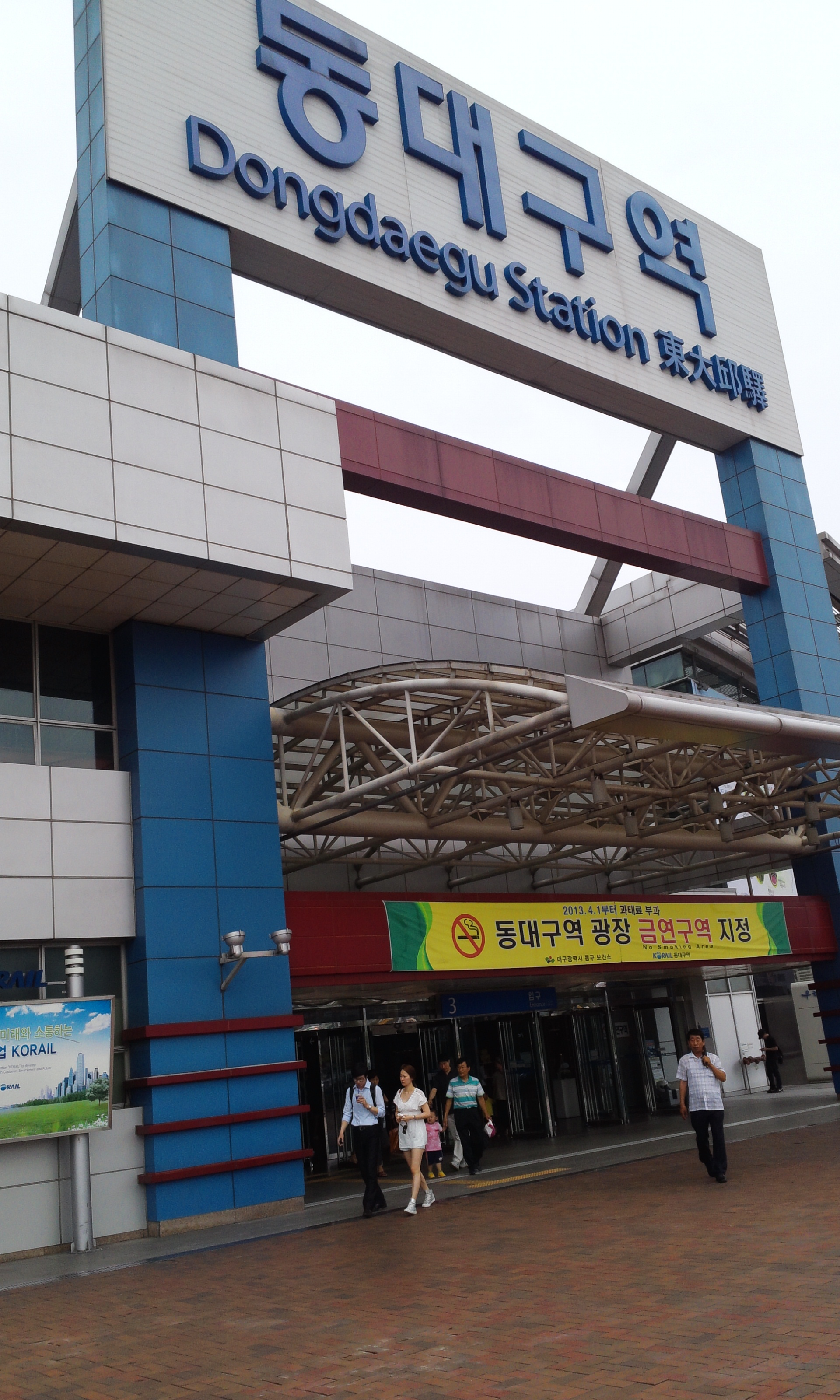
동대구역 출입구
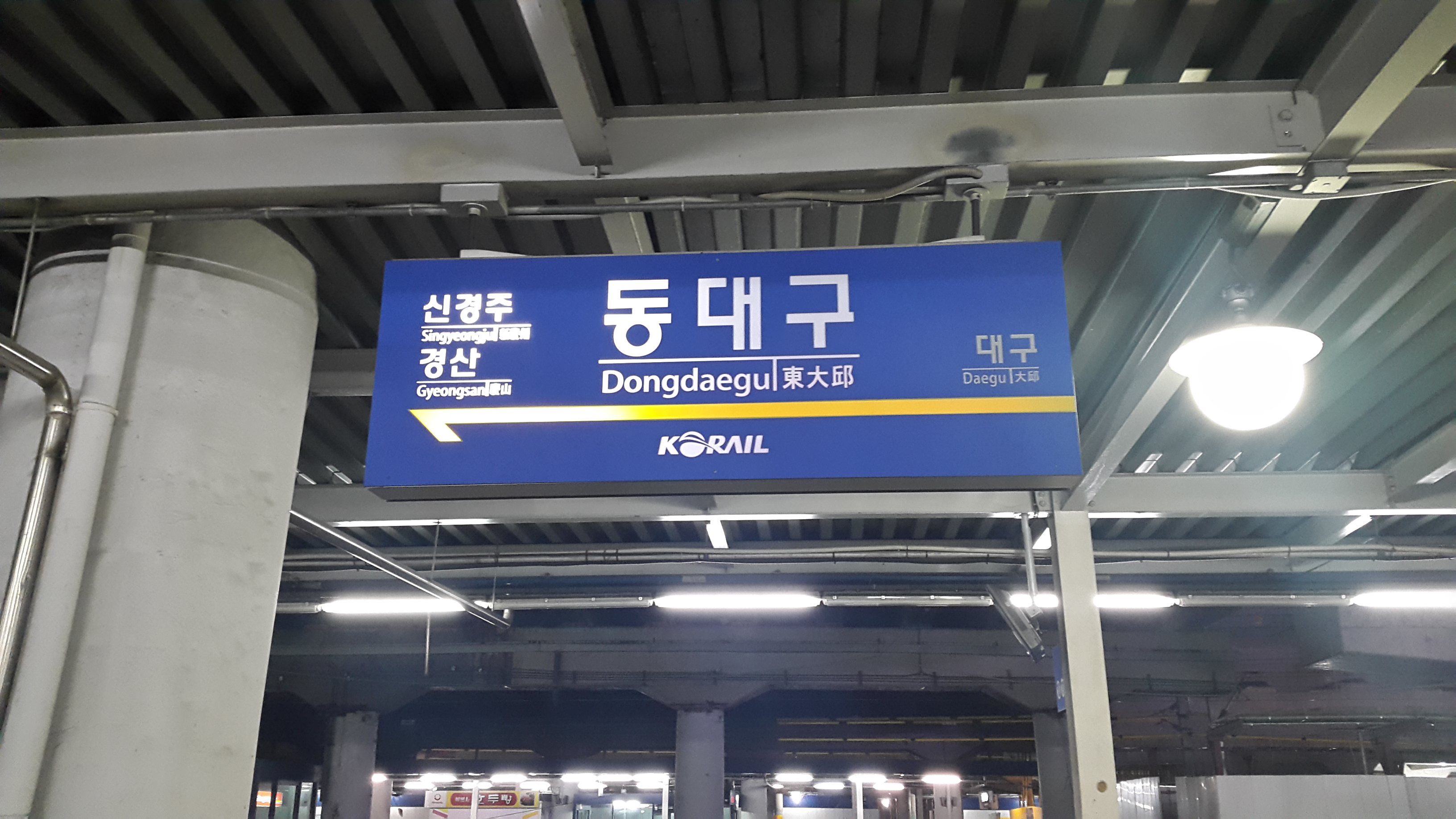
동대구역 KTX승강장 폴싸인(부산방향)
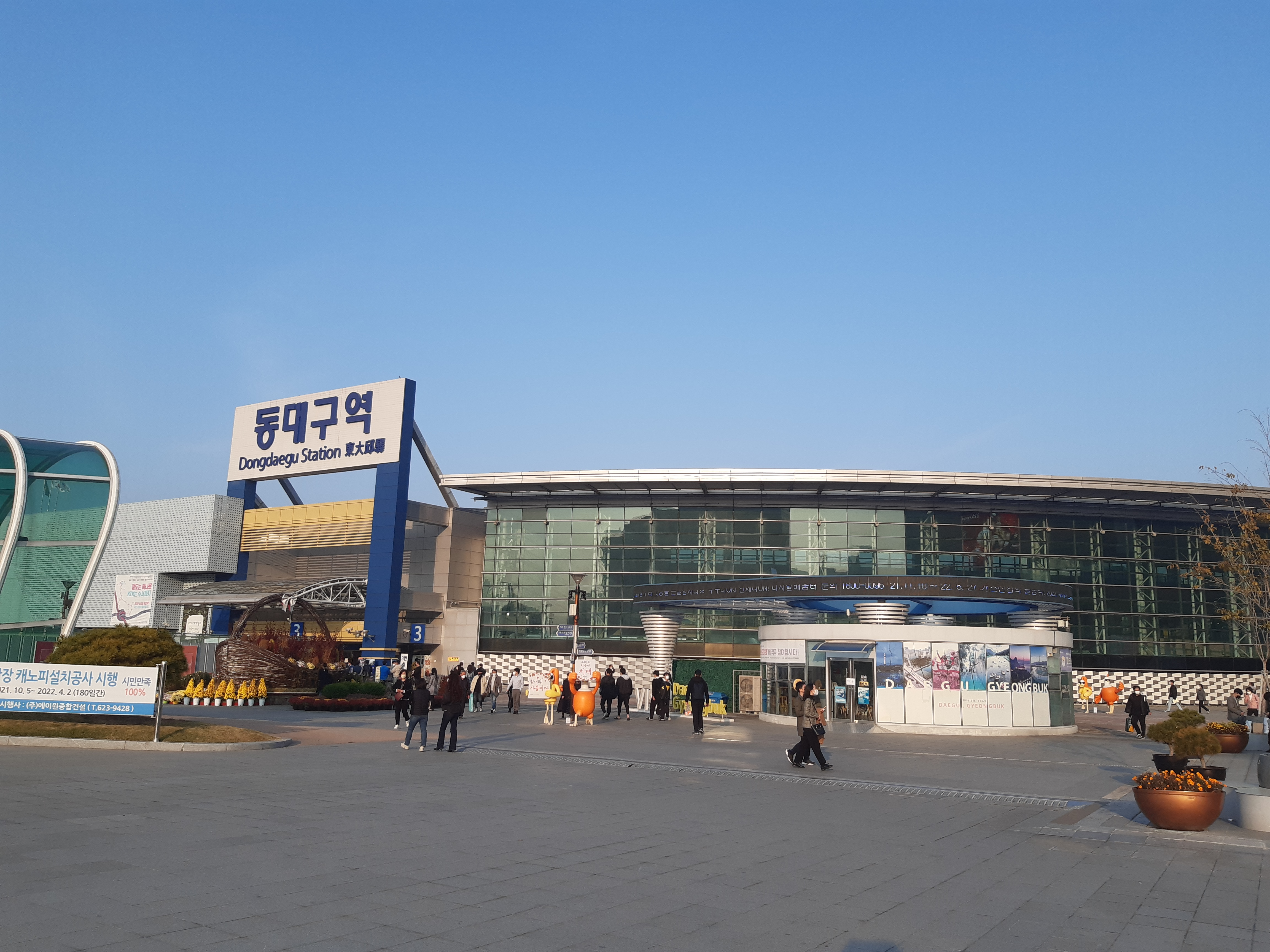
3번출구
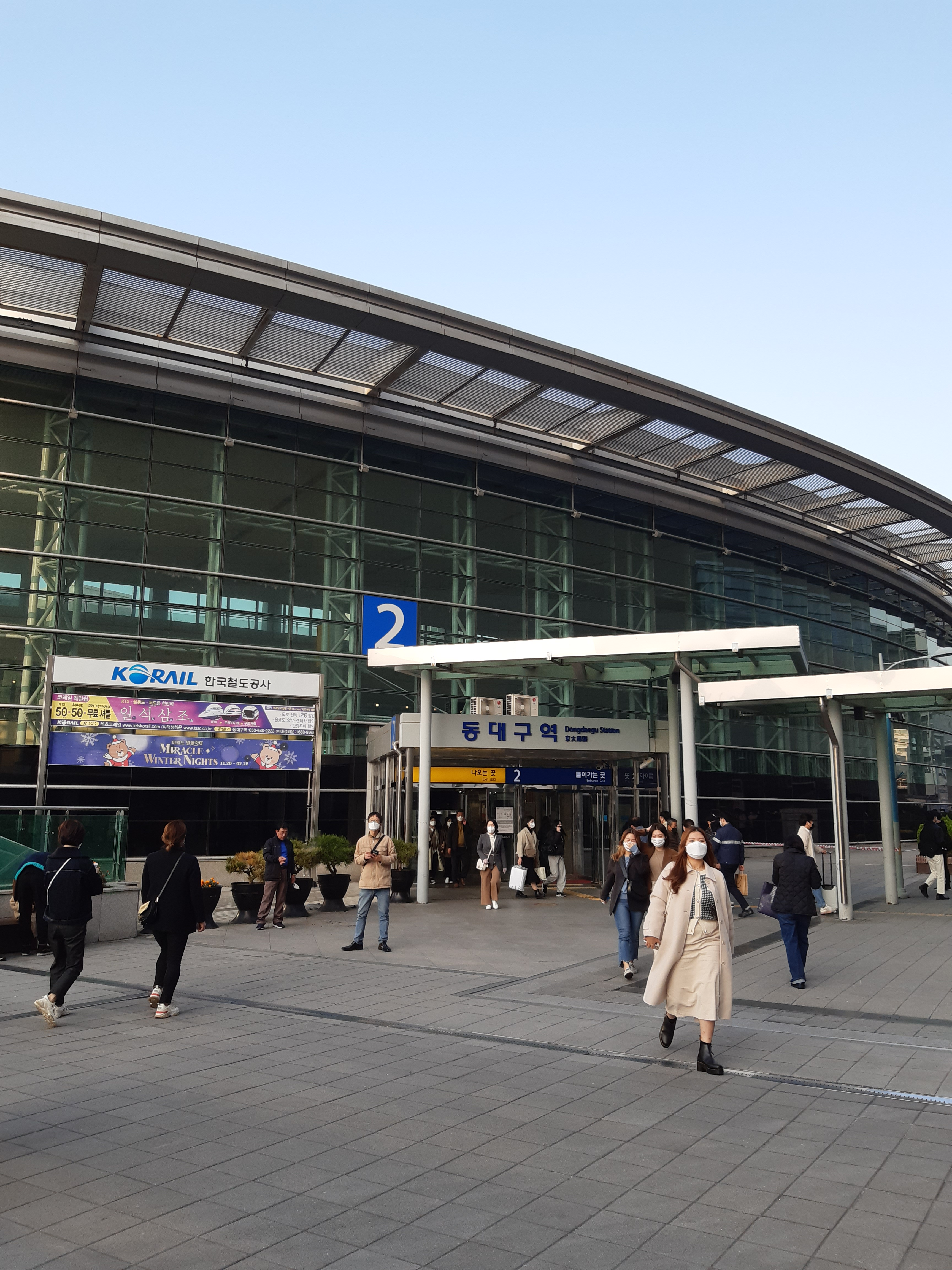
2번출구
동대구역 폴사인
동대구역 야경
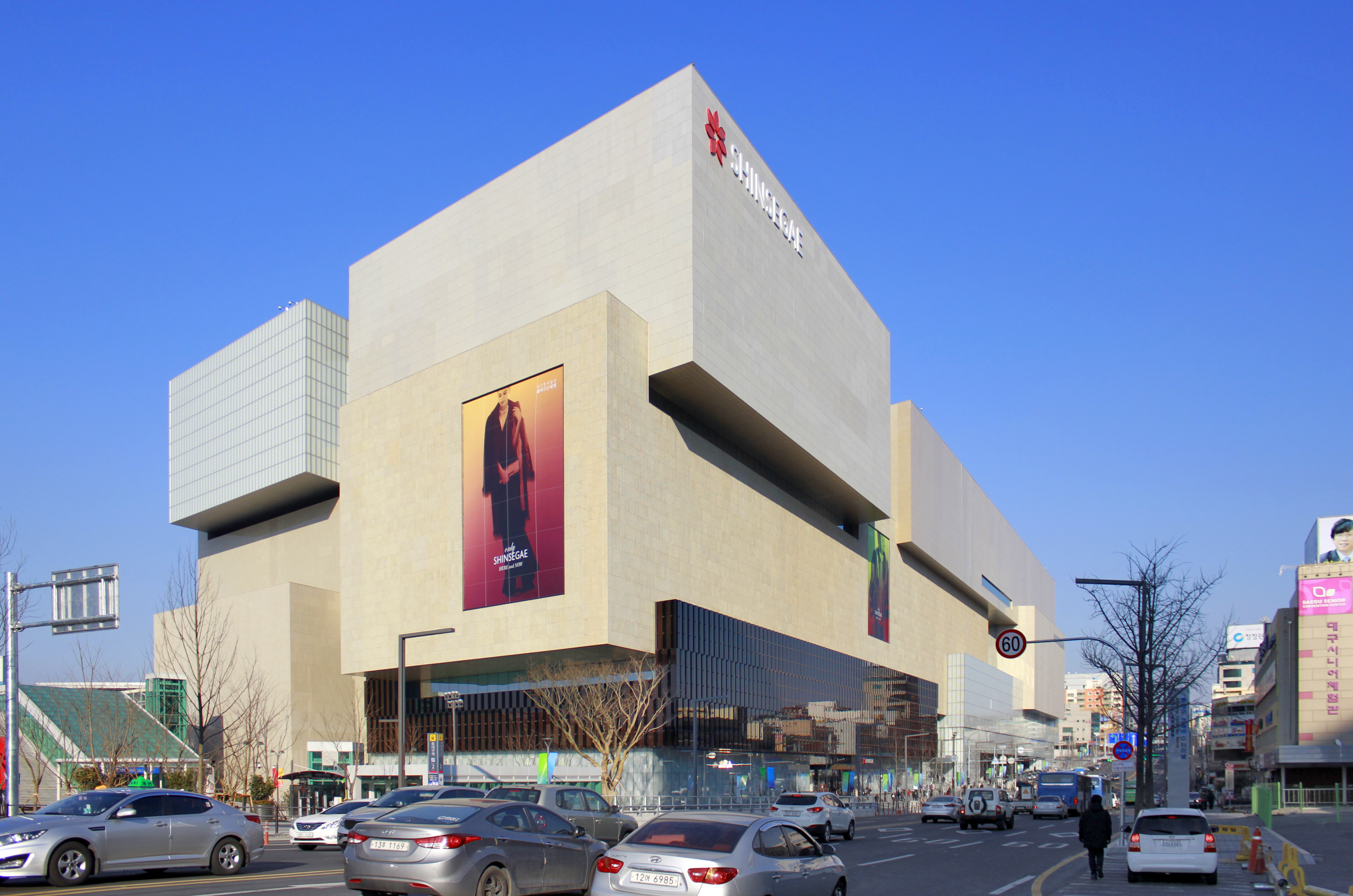
동대구역 복합환승센터
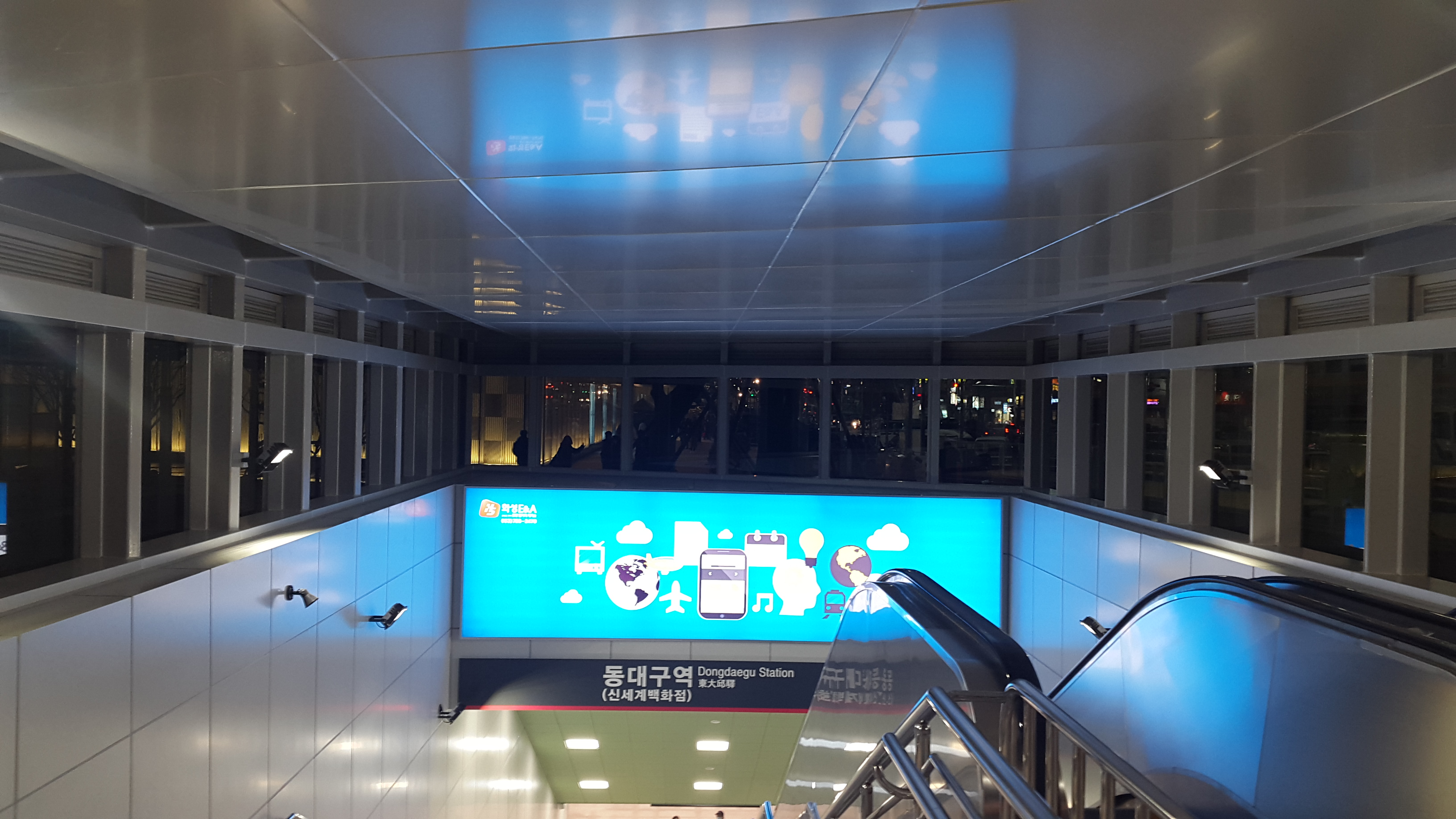
동대구역 3번 출구
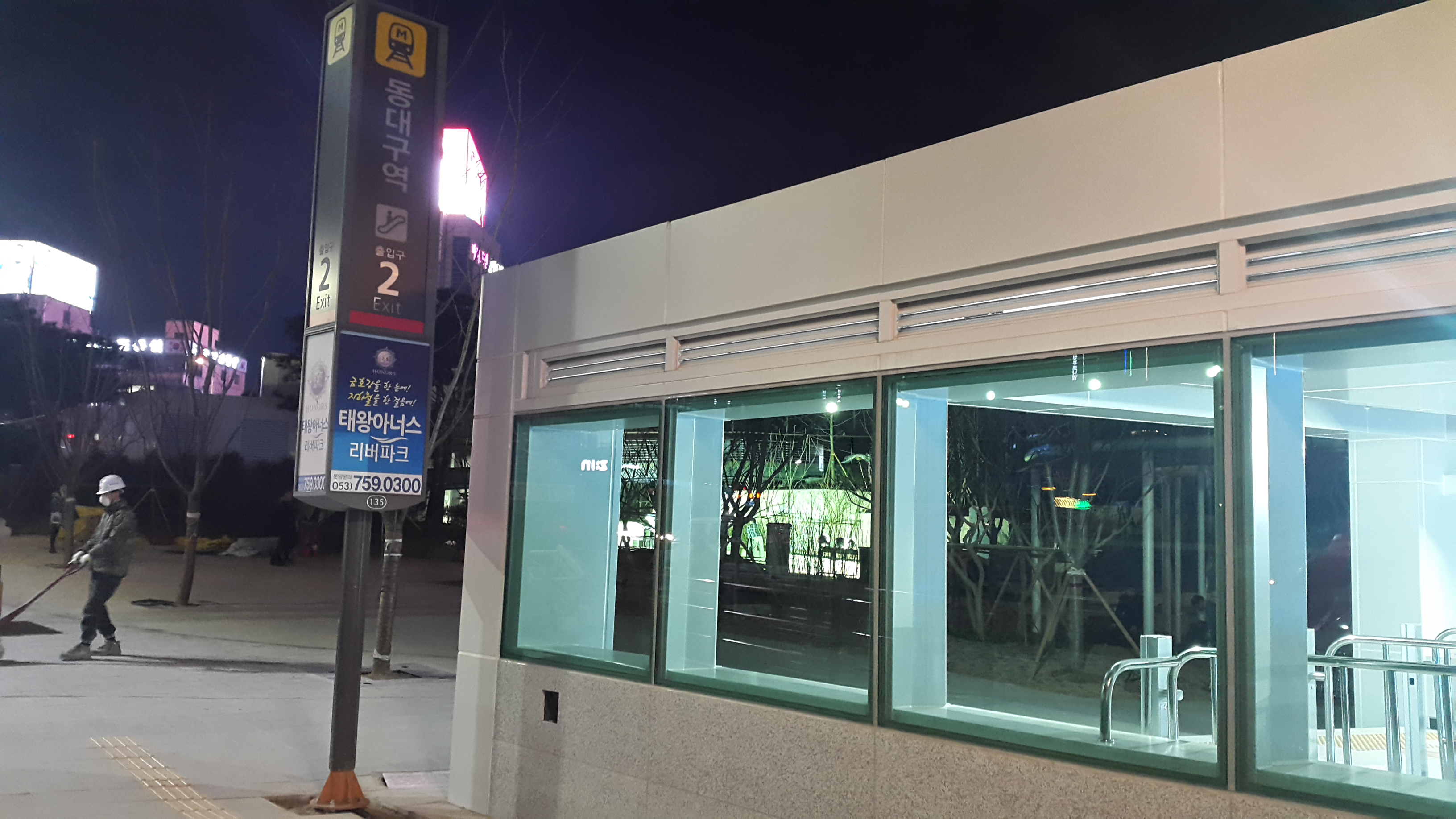
동대구역 2번 출구 바깥 전경
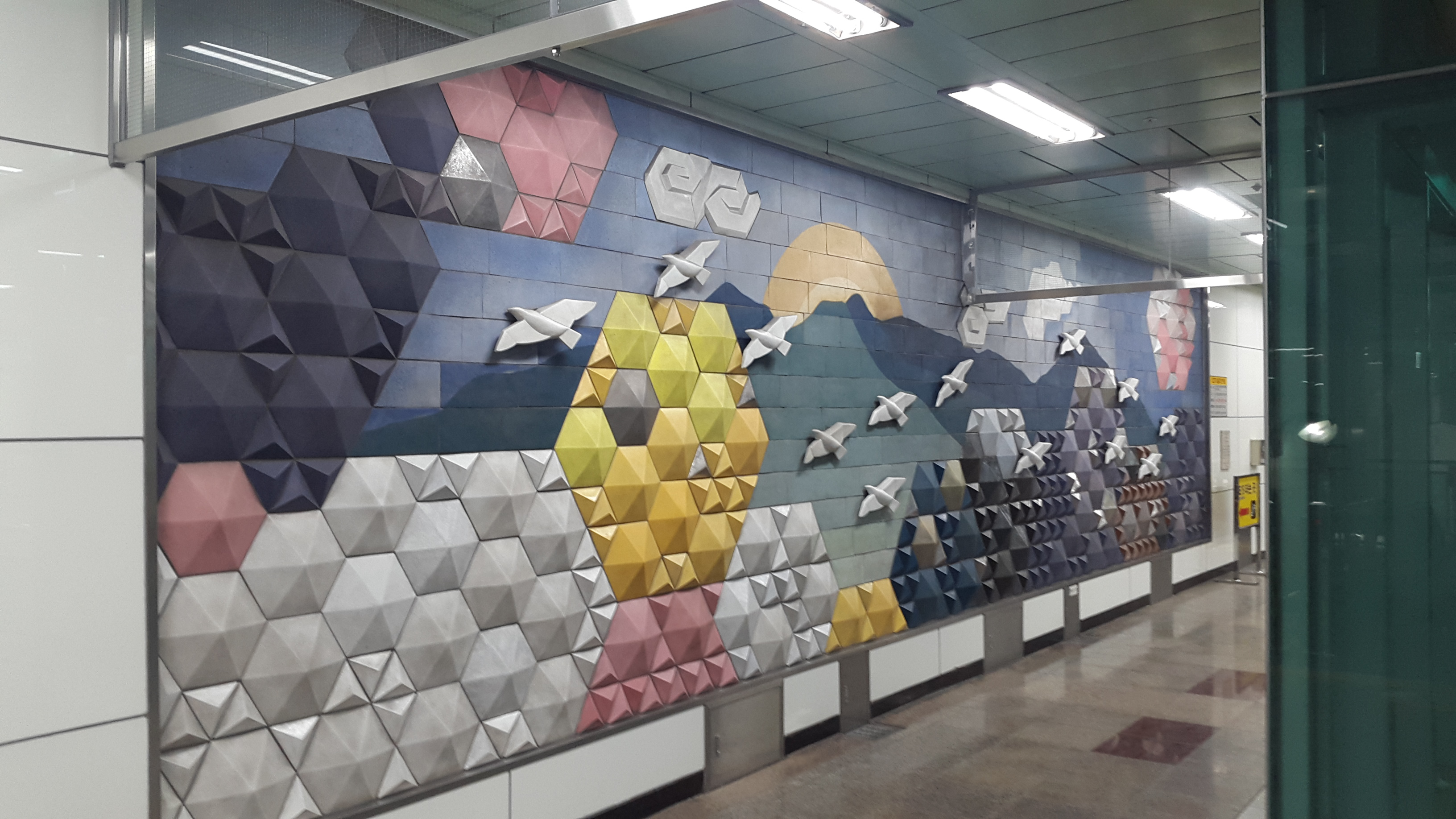
동대구역 벽화
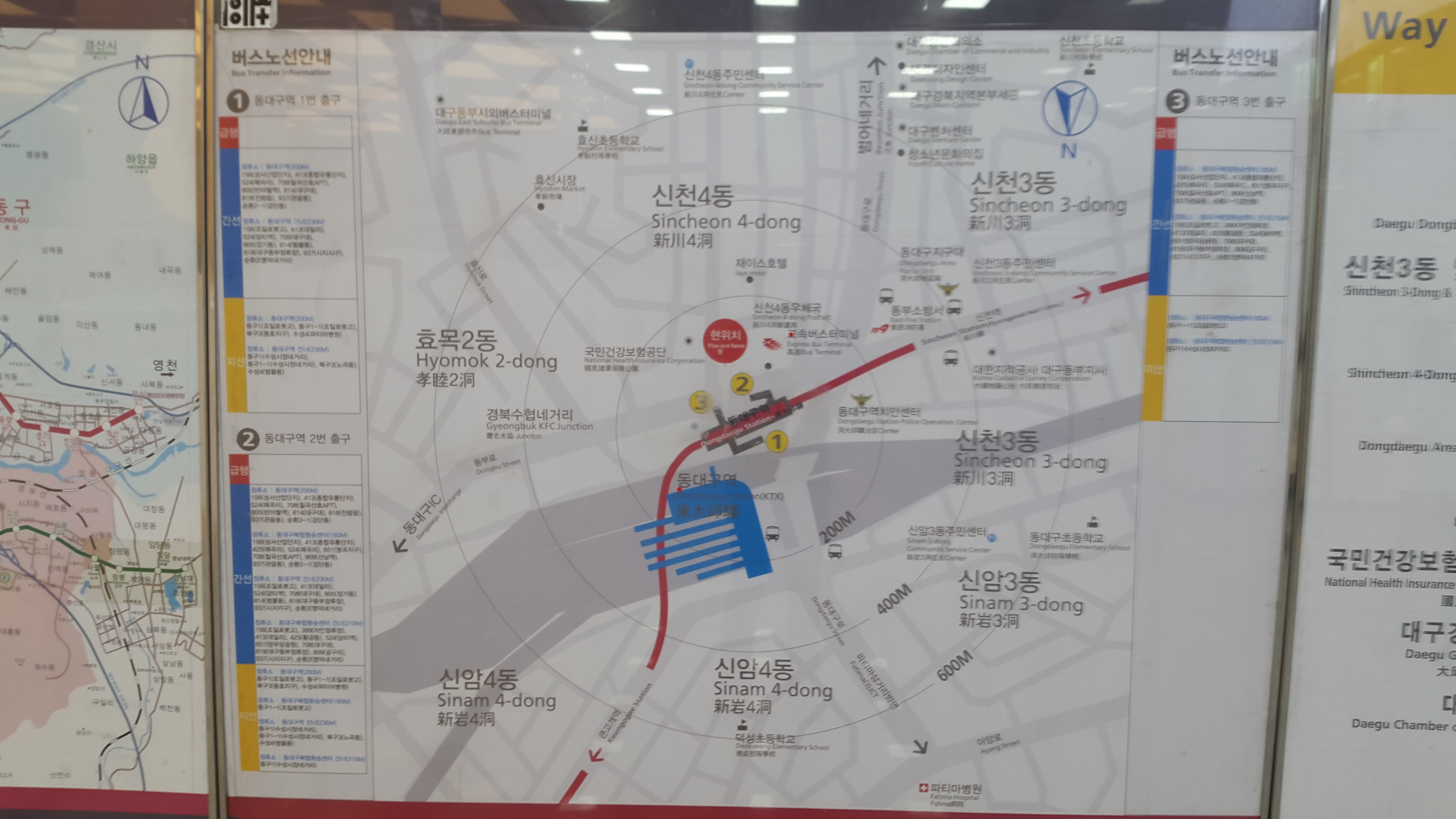
동대구역 안내판
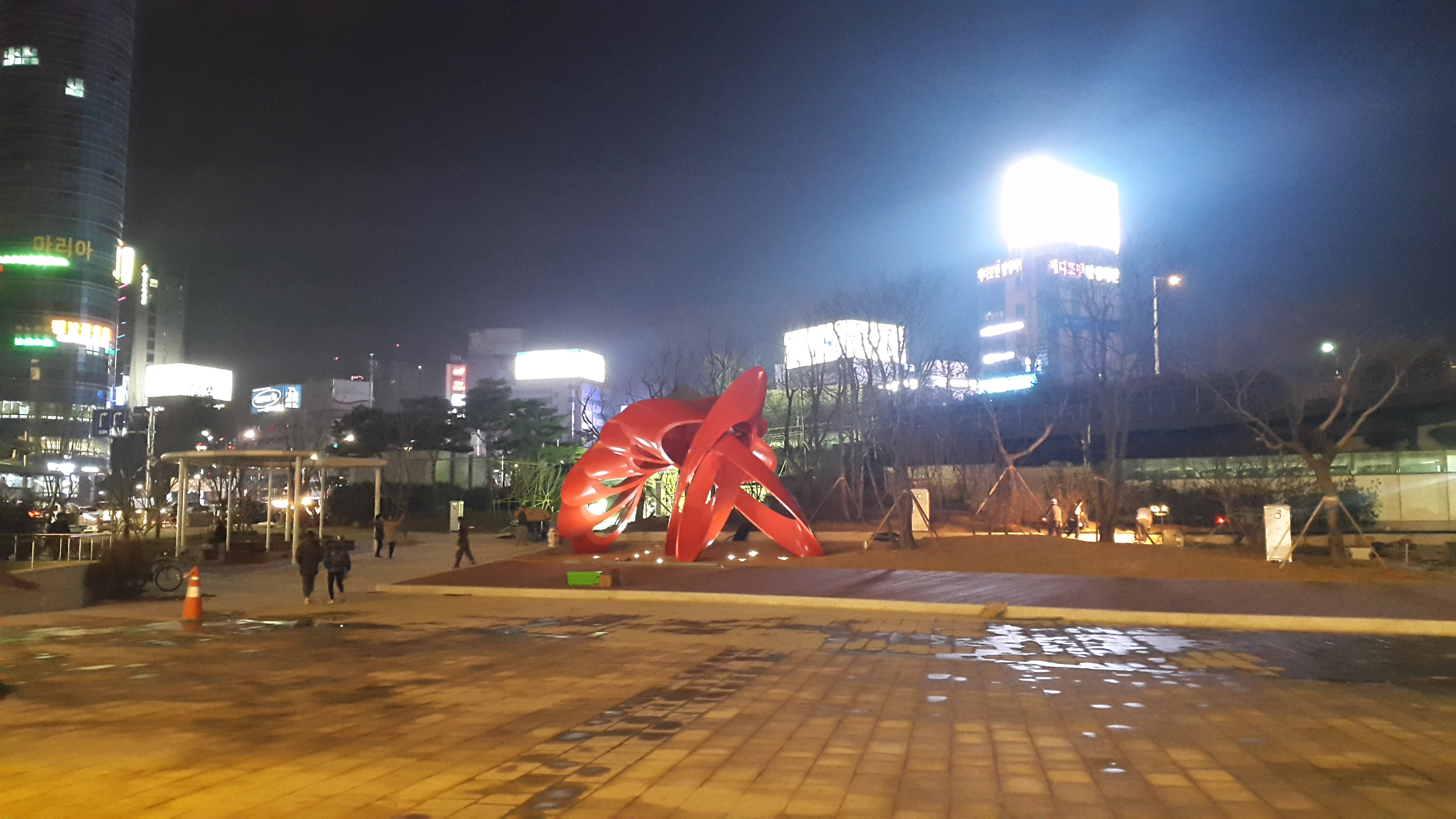
동대구역 조형물
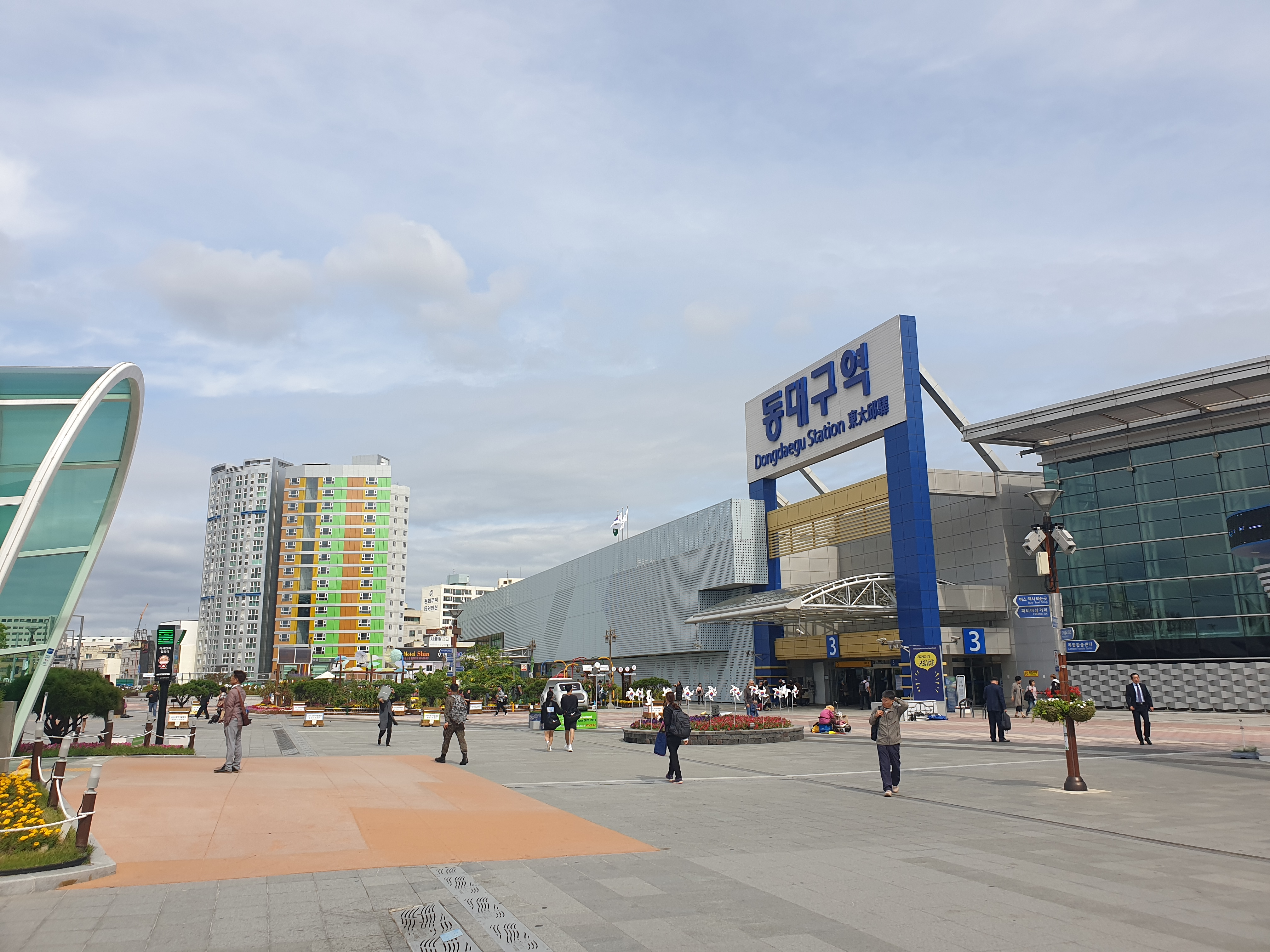
2019년 10월 동대구역 광장

## 같이 보기
- 대구신세계
- 동대구복합환승센터